# 多叶野豌豆
多叶野豌豆（学名：Vicia multijuga）是豆科野豌豆属的植物。分布在 俄罗斯远东地区、欧洲、俄罗斯西伯利亚地区以及中国大陆的陕西等地，生长于海拔2,500米的地区，多生在山顶草地，目前尚未由人工引种栽培。